# Phyllopodium anomalum
Phyllopodium anomalum är en flenörtsväxtart som beskrevs av O.M. Hilliard. Phyllopodium anomalum ingår i släktet Phyllopodium och familjen flenörtsväxter. Inga underarter finns listade i Catalogue of Life.